# Budafoki MTE
Maillots
Actualités
Le Budafoki MTE est un club de football hongrois basé à Budafok un quartier de Budapest la capitale du pays. Il participe pour la deuxième fois de son histoire à la première division hongroise lors de la saison 2020-2021 après y avoir participé lors de la saison 1945-1946.

## Historique
- 1912 : Fondation du club sous le nom de Világosság Football Csapat.
- 1913 : Renommage en Budafoki Atlétikai és Football Club.
- 1919 : Renommage en Budafoki Munkás Testedző Egyesület.
- 1922 : Renommage en Budafoki Műkedvelő Testedző Egyesület.
- 1945 : Première participation à la première division hongroise
- 1950 : Renommage en Budapesti Gyárépítők MTE.
- 1951 : Renommage en Budapesti Gyárépítők SK.
- 1956 : Renommage en Budafoki Építők Munkás Testedző Egyesüle.
- 1957 : Renommage en Budafoki MTE Kinizsi Sportegyesület.
- 1988 : Renommage en Budafoki MTE-Törley.
- 1993 : Renommage en Budafoki LC.
- 2006 : Renommage en Budafoki Lombard Labdarúgó "Club".
- 2007 : Renommage en Budafoki Labdarúgó Club.
- 2015 : Renommage en Budafoki MTE.
- 2017 : Promotion en Nemzeti Bajnokság II.
- 2020 : Deuxième place en Nemzeti Bajnokság II et promotion en OTP Bank Liga.

## Palmarès
- Coupe de Hongrie
  - Finaliste : 2023